# Phreatia virescens
Phreatia virescens är en orkidéart som beskrevs av Rudolf Schlechter. Phreatia virescens ingår i släktet Phreatia och familjen orkidéer. Inga underarter finns listade i Catalogue of Life.